# Эквивалентная схема
Эквивале́нтная схе́ма (схема замещения, эквивалентная схема замещения) цепи — электрическая схема, в которой все реальные элементы заменены их эквивалентными схемами.

Эквивалентная схема реального конденсатора, представленная цепью идеальных двухполюсников

Эквивалентная схема (схема замещения, эквивалентная схема замещения) реального элемента цепи — электрическая схема цепи, состоящая из идеализированных элементов цепи, рассчитанные напряжения и токи на зажимах которой совпадают с какой-то погрешностью с измеренными токами и напряжениями на зажимах реального элемента. Уравнения для токов и напряжений эквивалентной схемы реального элемента являются его математической моделью.

## Необходимость эквивалентных схем
Одной из основных задач электроники является расчет электрических цепей, то есть получение детальной количественной информации о процессах, происходящих в этой цепи. Однако рассчитать произвольную цепь, состоящую из реальных электронных компонент, практически невозможно. Мешает расчету то обстоятельство, что попросту не существует методик математического описания поведения реальных электронных компонентов (например, транзистора) как единого целого. Имеются значения отдельных параметров и экспериментально снятые зависимости, но связать их в единую точную формулу, полностью описывающую поведение компоненты, в большинстве случаев не представляется возможным.
С другой стороны, исключительно простым математическим аппаратом описываются идеализированные базовые элементы электронных схем (например, идеальный резистор). Однако они не существуют в реальном мире. Так, любой резистор (реальный элемент) имеет множество паразитных параметров: индуктивность, ёмкость, температурные зависимости и т. п.
Введение понятия эквивалентная схема позволяет «связать» мир реальных компонентов и мир их идеальных приближений. Эквивалентная схема представляет собой цепь только из идеальных компонент, которая функционирует примерно так же, как и исходная схема. В эквивалентной схеме реального элемента могут быть отражены, при необходимости, различные паразитные эффекты: утечки, внутренние сопротивления и т. д. В зависимости от требуемой точности разработаны и продолжают разрабатываться множество схем замещения одного и того же реального элемента. Например, известны сотни схем замещения (моделей) разных типов транзисторов.

## Идеальные элементы
В эквивалентных схемах используются перечисленные ниже идеальные элементы. Предполагается также, что геометрические размеры эквивалентной схемы настолько малы, что какие-либо эффекты длинных линий отсутствуют, то есть эквивалентная схема рассматривается как система с сосредоточенными параметрами.
- Резистор. Идеальный резистор характеризуется только сопротивлением. Индуктивность, ёмкость, а также сопротивление выводов равны нулю.
- Конденсатор. Идеальный конденсатор характеризуется только ёмкостью. Индуктивность, утечка, тангенс угла потерь, диэлектрическое поглощение а также сопротивление выводов равны нулю.
- Катушка индуктивности. Идеальная катушка индуктивности характеризуется только индуктивностью. Ёмкость, сопротивление потерь, а также сопротивление выводов равны нулю.
- Источник ЭДС. Идеальный источник ЭДС характеризуется только своим напряжением. Внутреннее сопротивление и сопротивление выводов равны нулю.
- Источник тока. Идеальный источник тока характеризуется только своим током. Утечка равна нулю.
- Проводники. Элементы эквивалентной схемы соединены идеальными проводниками, то есть индуктивность, ёмкость и сопротивление проводников равны нулю.

## Неоднозначность
Для любой электрической схемы можно составить сколько угодно различных эквивалентных схем — количество их ограничивается только соображениями целесообразности. Для одной схемы имеет смысл составлять несколько эквивалентных схем по следующим причинам:
- Учёт различных эффектов. Эквивалентная схема составляется тем или иным образом в зависимости от того, какие эффекты мы хотим с её помощью описать. Например, для нахождения рабочей точки по постоянному току требуется одна эквивалентная схема, а для расчета АЧХ — совершенно другая.
- Поэтапное упрощение. В процессе расчета схемы целесообразно заменять её сложные участки простыми эквивалентными цепями. Например, цепь из последовательно включенных резисторов можно заменить одним резистором с суммарным сопротивлением. В полученной упрощенной схеме можно вновь применить некоторую замену и т. д.

## Ограничения
Эквивалентная схема является линейной системой, поэтому нелинейные эффекты реальных схем не могут быть смоделированы путём составления эквивалентных схем.
Частичным выходом из этого затруднения является рассмотрение нелинейной системы в малосигнальном приближении для конкретной рабочей точки, при этом нелинейные эффекты малы и ими можно пренебречь. Данный подход позволяет не описать нелинейные эффекты, а всего лишь ограничиться случаем, когда они пренебрежимо малы.
Эквивалентная схема реального элемента, описываемая дифференциальными уравнениями в обыкновенных производных, не может абсолютно точно соответствовать реальному элементу, электрические процессы в котором описываются дифференциальными уравнениями в частных производных (например, многие характеристики полупроводникового диода могут быть получены из решения уравнения Пуассона для p — n-перехода).